# Gränsbo
Gränsbo är en småort i Trelleborgs kommun i Äspö och Östra Klagstorps socknar belägen mellan Klagstorp och kyrkbyn Äspö.